# 大辞泉が選ぶ新語大賞
大辞泉が選ぶ新語大賞（だいじせんがえらぶしんごたいしょう）は、小学館の主催によって選定される各年を代表する新語を決定し公表するキャンペーン。正式名称は「大辞泉が選ぶ新語大賞　～あなたの新語も辞書に載せよう。～」。
2013年から始まった『大辞泉』の「あなたの言葉を辞書に載せよう。」キャンペーンのスピンオフ企画として、2016年に初開催されたプロジェクト。5月18日の「言葉の日」に募集を開始し、約半年間のキャンペーン期間中に投稿された新語の中から、実際に『大辞泉』に採用する可能性のある新語を編集部が毎月「月間賞」として選定する。選考会を経て最終候補と大賞が選定され、12月初旬に発表される。
大賞と次点が、一般から投稿された語釈とともに発表されるが、正式な語釈は編集部が執筆陣に依頼し、今後の改定時に『デジタル大辞泉』のデータとして収録される予定。

## 各年の「新語大賞」

### 2016年
- 大賞 - トランプ-ショック
- 最終候補 - 熊本地震、顔芸、ブレグジット、インスタグラマー、セカンド-レイプ、ジェンダー-レス、消しカス、ポケモノミクス、茹でこぼし

### 2017年
- 大賞 - インスタ映え
- 最終候補 - 文春砲、都民ファーストの会、横入り、シンデレラフィット、希望の党、ガチ勢（ぜい）、パラダイス文書
- 特別選考委員 - 田中牧郎（明治大学国際日本学部教授）
- 選考委員 - 板倉俊（編集長）、大江和弘（副編集長）、編集スタッフ

投稿総数 2,424本

### 2018年
- 大賞 - 空白恐怖症
- 次点 - 卒婚
- 次点 - ご飯論法
- 最終候補 - 億り人、フェアプレーポイント、じたハラ、介護脱毛、いみふ、スーパーボランティア、まるっと、多浪生
- 特別選考委員、選考委員は2017年と同一

投稿総数 2,070本

### 2019年
- 大賞 - イートイン脱税
- 次点 - 闇営業
- 次点 - にわかファン
- この年以降、特別選考委員は2017年と同一で、選考委員は不明

投稿総数 1,927本

### 2020年
- 大賞 - 三密
- 次点 - コロナ禍
- 特別選考委員は2017年と同一。選考委員の詳細は不明だが、大江和弘（編集部）が代表して選評を述べている。

投稿総数 1,993本

### 2021年
- 大賞 - 親ガチャ
- 次点 - 人流

投稿総数 1,509本

### 2022年
- 大賞 - キーウ
- 次点 - 国葬儀
- 次点 - メタバース

投稿総数 1,838本

### 2023年
- 大賞 - 生成AI
- 次点 - 闇バイト
- 次点 - 蛙化現象

投稿総数 1,773本

### 2024年
- 大賞 - ホワイト案件
- 次点 - フキハラ
- 次点 - 静かな退職

投稿総数 2,731本